# Coskinolina
Coskinolina es un género de foraminífero bentónico de la familia Coskinolinidae, de la superfamilia Coskinolinoidea, del suborden Orbitolinina y del orden Loftusiida. Su especie tipo es Coskinolina liburnica. Su rango cronoestratigráfico abarca desde el Paleoceno hasta la Luteciense (Eoceno medio).

## Discusión
Clasificaciones previas incluían Coskinolina en la superfamilia Ataxophragmioidea, así como en el suborden Textulariina del orden Textulariida o en el orden Lituolida.

## Paleoecología
Coskinolina incluía especies con un modo de vida bentónico semi-infaunal, de distribución latitudinal tropical-subtropical (Tetis), y habitantes de medio sublitoral interno.

## Clasificación
Coskinolina incluye a las siguientes especies:
- Coskinolina adkinsi †
- Coskinolina alpillensis †
- Coskinolina balsilliei †
- Coskinolina broennimanni †
- Coskinolina elongata †
- Coskinolina floridana †
- Coskinolina liburnica †
- Coskinolina maynci †
- Coskinolina perpera †
- Coskinolina rotaliformis †
- Coskinolina sunnilandensis †
  - Coskinolina sunnilandensis elongata †

En Coskinolina se han considerado los siguientes subgéneros:
- Coskinolina (Coleiconus), aceptado como género Coleiconus
- Coskinolina (Coskinon), aceptado como género Coskinon
- Coskinolina (Meyendorffina), aceptado como género Meyendorffina